# K-Lite Codec Pack
O K-Lite Codec Pack é uma coleção de componentes de áudio e vídeo para sistemas Microsoft Windows que permite ao sistema operacional e o software para reproduzir vários formatos de audio e video em geral que não são suportados pelo sistema operacional em si. K-Lite Codec Pack também inclui várias ferramentas relacionadas, incluindo o Media Player Classic, GSpot Codec Information Appliance e Codec Tweak Tool.

## Edições
Existem quatro edições do K-Lite Codec Pack, todas gratuitas.
1. Básico: a edição básica é a versão menor e permite que um computador com Microsoft Windows reproduza o conteúdo de arquivos AVI , Matroska (MKV), MP4 , Ogg , Flash Video (FLV) e WebM , etc. Ele consiste apenas em vídeo LAV, LAV Áudio e LAV Splitter (para decodificação de áudio e vídeo), DirectVobSub (para decodificação de legendas), Codec Tweak Tool, Icaros ThumbnailProvider e Icaros PropertyHandler.  Basic é a única edição que não inclui nem o MPC-HC nem o MediaInfo Lite.
2. Padrão: a edição padrão inclui todos os recursos da edição básica, além de madVR , MediaInfo Lite e MPC-HC.  Este pacote é recomendado para usuários normais.
3. Completo: A edição completa inclui todos os recursos da edição Standard, além de ffdshow , decodificador DScaler5 MPEG-2, Mod de fonte DC-Bass, Haali Media Splitter, Haali Video Renderer e GraphStudioNext.
4. Mega: A edição Mega inclui todos os recursos da edição completa, além dos codecs ACM e VFW para codificação / edição de vídeo, AC3Filter , Haali Matroska Muxer , FourCC Changer e VobSubStrip.

Após a versão 10.0.0, os codecs de 64 bits são integrados nas edições regulares. Antes desta versão, havia uma edição de 64 bits projetada especificamente para sistemas operacionais de 64 bits.
Após a versão 11.3.0, as versões de 32 e 64 bits dos Filtros LAV compartilham suas configurações, e uma opção para instalar apenas codecs de 64 bits foi adicionada (visível apenas no modo de instalação Expert).
Após a versão 13.7.5, um usuário pode remover os componentes instalados, desmarcando-os enquanto executa um atualizador. Isso também permite mudar para uma variante menor do pacote de codecs sem desinstalar primeiro.
No passado, algumas edições do K-Lite Codec Pack incluíam o BS.Player , até ser complementado com um pacote de adware.

## Compatibilidade
Os pacotes de codecs K-Lite são compatíveis com o Windows 2003 e posterior.
A última versão que é compatível com o Windows XP SP3 é a versão 13.8.5.
A partir da versão 10.0.0 do K-Lite, os codecs de 64 bits foram integrados ao K-Lite Codec Pack comum. Anteriormente, uma edição separada de 64 bits do pacote estava disponível para edições x64 do Windows.

## Formatos de arquivos suportados[2]
| Formato de arquivo                                                                                       | Basic | Standard | Corporate | Full | Mega |
| --- | ----- | -------- | --------- | ---- | ---- |
| AVI .avi, .divx, XVID                                                                                    | Sim   | Sim      | Sim       | Sim  | Sim  |
| Flash Video .flv                                                                                         | Sim   | Sim      | Sim       | Sim  | Sim  |
| Matroska .mkv, .mka                                                                                      | Sim   | Sim      | Sim       | Sim  | Sim  |
| MP3 .mp3                                                                                                 | Sim   | Sim      | Sim       | Sim  | Sim  |
| MPEG-1 Formats .mpg, .mpeg, .m1v                                                                         | Sim   | Sim      | Sim       | Sim  | Sim  |
| MPEG-2 Formats .mpe, .m2v, .mpv2, .mp2v, .m2p, .vob, .evo, .mod, .ts, .m2ts, .m2t, .mts, .pva, .tp, .tpr | Sim   | Sim      | Sim       | Sim  | Sim  |
| MPEG-4 Formats .mp4, .m4v, .mp4v, .mpv4, .m4a, .3gp, .3gpp, .3g2, .3gp2                                  | Sim   | Sim      | Sim       | Sim  | Sim  |
| Ogg .ogg, .ogm, .ogv, .oga                                                                               | Sim   | Sim      | Sim       | Sim  | Sim  |
| WebM VP8 .webm                                                                                           | Sim   | Sim      | Sim       | Sim  | Sim  |
| QuickTime .mov, .hdmov .qt                                                                               | Sim   | Sim      | Sim       | Sim  | Sim  |
| RealMedia .rm, .rmvb, .ra, .ram                                                                          | Sim   | Sim      | Sim       | Sim  | Sim  |
| DVD-Video                                                                                                | Não   | Sim      | Sim       | Sim  | Sim  |
| FLAC .flac                                                                                               | Não   | Sim      | Sim       | Sim  | Sim  |
| WavPack .wv                                                                                              | Não   | Sim      | Sim       | Sim  | Sim  |
| AC3/DTS .ac3, .dts                                                                                       | Não   | Não      | Sim       | Sim  | Sim  |
| AMR .amr                                                                                                 | Não   | Não      | Sim       | Sim  | Sim  |
| AMV .amv                                                                                                 | Não   | Não      | Sim       | Sim  | Sim  |
| Apple Lossless Audio Codec .alac                                                                         | Não   | Não      | Sim       | Sim  | Sim  |
| Monkey's Audio .ape, .apl                                                                                | Não   | Não      | Sim       | Sim  | Sim  |
| MPEG-4 AAC .aac                                                                                          | Não   | Não      | Sim       | Sim  | Sim  |
| Musepack .mpc, .mpp                                                                                      | Não   | Não      | Sim       | Sim  | Sim  |
| Trackers .xm, .s3m, .it, .umx                                                                            | Não   | Não      | Sim       | Sim  | Sim  |
| OptimFROG .ofr, .ofs                                                                                     | Não   | Não      | Não       | Sim  | Sim  |
| Formato de arquivo                                                                                       | Basic | Standard | Corporate | Full | Mega |

## Ligações Externas
- CodecGuide.com
- CodecGuide: Forum
- FAQ CodecGuide
- Sobre o K-Lite Codec Pack
- Downloads K-Lite Codec Pack